# Debra Winger
Mary Debra Winger (Cleveland, 1955. május 16. – ) amerikai színésznő.

## Fiatalkora
Robert Winger vágóhídi munkás és Ruth Felder irodavezető gyermekeként, ohiói ortodox zsidó családban született.
Egyetemi tanulmányait a Kaliforniai Állami Egyetem szociológia szakán végezte el Northridge-ben.
1960-ban családjával Kaliforniába költözött. Középiskolai évei alatt szeretett bele a színészetbe, de ezt családjának nem árulta el. 1971–1973 között egy izraeli kibucban élt és a hadseregben szolgált. Autóbalesetet szenvedett és agyvérzést kapott. Tíz hónapig vak és béna volt.

## Pályafutása
1976–77-ben a Wonder Woman című tévésorozatban játszotta első szerepét. A következő években olyan filmekben szerepelt, mint a Végre péntek van! (1978) és a French Postcards (1979).
1980-ban Sissyt alakította a Városi cowboy című filmben, amelyben Michelle Pfeiffer és John Travolta is szerepelt. 1982-ben együtt szerepelt Nick Nolte-val A kék öböl című filmben. 1983-ban a Becéző szavak című filmje hozta meg számára a hírnevet, amelyben a legjobb színésznőnek járó Oscar-díjra jelölték. A következő filmekben is szerepet kapott: Törvényszéki héják (1986), Mennyei szerelem (1987), Fekete özvegy (1987), Becsapva (1988).
Az 1993-as Árnyékország című filmben nyújtott alakításáért ismét Oscar-díjra jelölték. 1995–2001 között nem szerepelt filmekben. 2001-ben visszatért a színészethez és a Big Bad Love című filmben volt látható. 2005-ben Primetime Emmy-díjra jelölték a Minden rendben lesz című tévéfilmjéért.

## Magánélete
1986–1990 között Timothy Hutton színész volt a férje, közös fiuk Noah (1987).
1996 óta Arliss Howard színész a párja, tőle született Babe (1998) nevű fia.

## Filmográfia

### Film
| Év   | Magyar cím                      | Eredeti cím                | Szerep                                          | Magyar hang                  |
| ---- | ------------------------------- | -------------------------- | ----------------------------------------------- | ---------------------------- |
| 1976 |                                 | Slumber Party ’57          | Debbie                                          |                              |
| 1978 | Végre péntek van!               | Thank God It's Friday      | Jennifer                                        | Kocsis Judit                 |
| 1979 |                                 | French Postcards           | Melanie                                         |                              |
| 1980 | Városi cowboy                   | Urban Cowboy               | Sissy                                           | Kiss Erika                   |
| 1982 | A kék öböl (A konzervgyári sor) | Cannery Row                | Suzy DeSoto                                     | Kiss Erika                   |
| 1982 | E. T., a földönkívüli           | E.T. the Extra-Terrestrial | halloweeni zombinővér (stáblistán nem szerepel) |                              |
| 1982 | Garni-zóna                      | An Officer and a Gentleman | Paula Pokrifki                                  | Györgyi Anna (1–2. szinkron) |
| 1982 | Garni-zóna                      | An Officer and a Gentleman | Paula Pokrifki                                  | Varga Zsuzsa (3. szinkron)   |
| 1983 | Becéző szavak                   | Terms of Endearment        | Emma Horton                                     | Kovács Nóra                  |
| 1983 | Becéző szavak                   | Terms of Endearment        | Emma Horton                                     | Kiss Erika                   |
| 1984 |                                 | Mike’s Murder              | Betty Parrish                                   |                              |
| 1986 | Törvényszéki héják              | Legal Eagles               | Laura J. Kelly                                  | Földessy Margit              |
| 1987 | Fekete Özvegy                   | Black Widow                | Alexandra 'Alex' Barnes                         | Kocsis Mariann               |
| 1987 | Mennyei szerelem                | Made in Heaven             | Emmett Humbird                                  |                              |
| 1988 | Elárulva                        | Betrayed                   | Cathy Weaver FBI-ügynök / Katie Philips         | Radó Denise                  |
| 1988 | Elárulva                        | Betrayed                   | Cathy Weaver FBI-ügynök / Katie Philips         | Spilák Klára                 |
| 1988 | Elárulva                        | Betrayed                   | Cathy Weaver FBI-ügynök / Katie Philips         | Götz Anna                    |
| 1990 | Végzetes érdekek                | Everybody Wins             | Angela Crispini                                 | Für Anikó                    |
| 1990 | Oltalmazó ég                    | The Sheltering Sky         | Kit Moresby                                     | Tóth Ildikó                  |
| 1990 | Oltalmazó ég                    | The Sheltering Sky         | Kit Moresby                                     | Für Anikó                    |
| 1990 | Páratlan prédikátor             | Leap of Faith              | Jane Larson                                     | Détár Enikő                  |
| 1993 | Lángra lobbant szerelem         | Wilder Napalm              | Vida Foudroyant                                 | Kovács Nóra                  |
| 1993 | Veszélyes nő                    | A Dangerous Woman          | Martha Horgan                                   | Jani Ildikó                  |
| 1993 | Árnyékország                    | Shadowlands                | Joy Gresham                                     | Menszátor Magdolna           |
| 1995 | Felejtsd el Párizst!            | Forget Paris               | Ellen Andrews Gordon                            | Kovács Nóra                  |
| 2001 |                                 | Big Bad Love               | Marilyn                                         |                              |
| 2002 |                                 | Searching for Debra Winger | önmaga                                          |                              |
| 2003 | Rádió                           | Radio                      | Linda                                           | Vándor Éva                   |
| 2004 | Lökött gyásznép                 | Eulogy                     | Alice Collins                                   | Kökényessy Ági               |
| 2008 | Rachel esküvője                 | Rachel Getting Married     | Abby                                            | Csere Ágnes                  |
| 2012 | Lola Versus                     | Lola Versus                | Robin                                           | Andresz Kati                 |
| 2014 | A kórus                         | Boychoir                   | Ms. Steel                                       | Götz Anna                    |
| 2017 | Szeretők                        | The Lovers                 | Mary                                            |                              |
| 2020 |                                 | Kajillionaire              | Theresa Dyne                                    |                              |
| 2021 | Együtt bezárva 2.               | With/In: Volume 2          | ismeretlen szerep                               |                              |

### Televízió
| Év        | Magyar cím                 | Eredeti cím        | Szerep                    | Megjegyzések                           |
| --------- | -------------------------- | ------------------ | ------------------------- | -------------------------------------- |
| 1976–1977 |                            | Wonder Woman       | Drusilla / Wonder Girl    | 3 epizód                               |
| 1977      |                            | Szysznyk           | Jenny                     | 1 epizód                               |
| 1977      |                            | Tattletales        | önmaga                    | 5 epizód                               |
| 1978      |                            | Special Olympics]  | Sherrie Hensley           | tévéfilm                               |
| 1978      |                            | Police Woman       | Phyllis Baxter            | 1 epizód                               |
| 1978      |                            | James at 15        | Alicia                    | 1 epizód                               |
| 1992      | Szezám utca                | Sesame Street      | önmaga                    | 1 epizód                               |
| 2005      | Minden rendben lesz        | Dawn Anna          | Dawn Anna                 | - tévéfilm - magyar hangja Kubik Anna  |
| 2005      | Április Ruandában          | Sometimes in April | Prudence Bushnell         | - tévéfilm - magyar hangja Náray Erika |
| 2010      | Esküdt ellenségek          | Law & Order        | Mrs. Woodside             | 1 epizód                               |
| 2010      | In Treatment – A terapeuta | In Treatment       | Frances                   | 7 epizód                               |
| 2014      | A vörös sátor              | The Red Tent       | Rebecca                   | minisorozat (2 epizód)                 |
| 2016–2020 | A farm                     | The Ranch          | Maggie Bennett            | főszereplő                             |
| 2017      |                            | When We Rise       | Elena Kagan               | minisorozat (8 epizód)                 |
| 2017      | Nyomozó elvtárs            | Comrade Detective  | Iona Anghel (hangja)      | 1 epizód                               |
| 2018      | Hazafi                     | Patriot            | Bernice Tavner            | főszereplő (2. évad)                   |
| 2021      |                            | Ultra City Smiths  | Trish McSapphire (hangja) | 5 epizód                               |
| 2021      |                            | Mr. Corman         | Ruth Corman               | 4 epizód                               |

## Fontosabb díjak és jelölések
- Az amerikai filmkritikusok díja (1984) Becéző szavak
- Tokiói legjobb női alakítás díja (1994) Veszélyes nő